# Pinus ayacahuite
Il pino bianco messicano (Pinus (Strobus) ayacahuite Ehrenb. ex Schltdl., 1838) è un albero appartenente alla famiglia Pinaceae, diffuso in Messico, Guatemala, Honduras e El Salvador.

## Etimologia
Il nome generico Pinus, utilizzato già dai latini, potrebbe, secondo un'interpretazione etimologica, derivare dall'antica radice indo-europea *pīt = resina. Il nome specifico ayacahuite fa riferimento al nome volgare utilizzato dagli indigeni messicani per questo albero, in lingua nahuatl di origine azteca.

## Descrizione

### Portamento
Il portamento è arboreo, con chioma da piramidale a conica che tende a divenire più irregolare negli esemplari più anziani ; può raggiungere i 35-40 m d'altezza e un diametro del tronco di due metri. I rami sono lunghi e slanciati e si sviluppano orizzontalmente, tranne quelli inferiori spesso pendenti. I virgulti, lisci e snelli, sono di colore grigio chiaro con il fogliame che si sviluppa nella parte terminale.

### Corteccia
La corteccia, negli alberi giovani, è sottile, liscia, di color grigio-cenere, e con l'età diventa rugosa, divisa in piccole placche rettangolari di colore grigio-marrone.

### Foglie
Le foglie sono aghiformi, flessibili e slanciate, fascicolate a gruppi di 5 (raramente 6); di colore verde brillante la superficie abassiale, glauca con bande stomatiche le superfici adassiali, raggiungono i 15 cm e hanno margini dentellati con minuscoli e largamente spaziati dentini. Gli stomi sono presenti solo nelle superfici ventrali, i canali resiniferi sono 2-4, esterni, con un solo fascio vascolare.

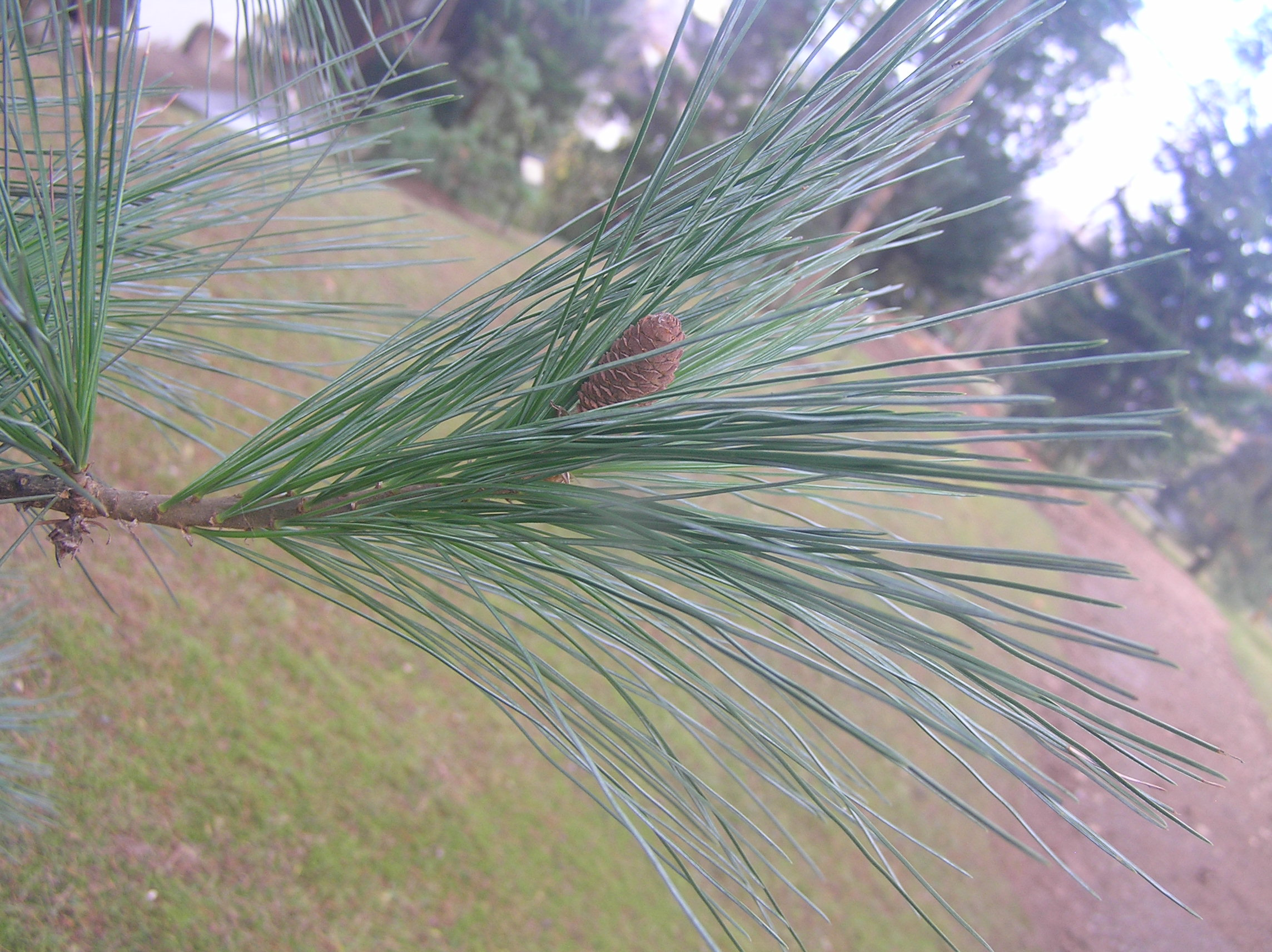
Dettaglio delle foglie e di un giovane cono

### Strobili

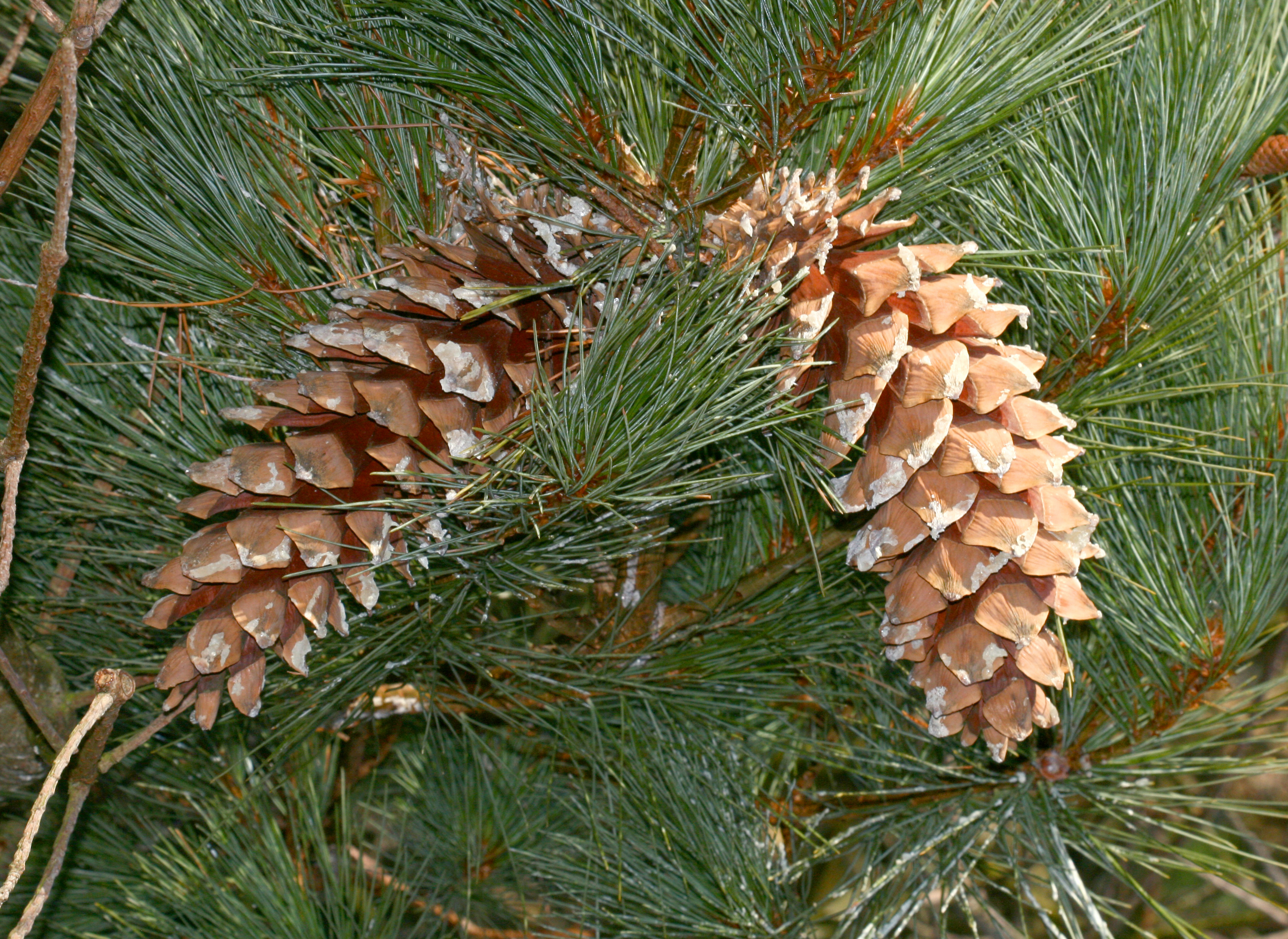
Dettaglio dei grandi coni di P. ayacahuite

Gli strobili maschili sono inizialmente gialli, poi marroni-arancioni, lunghi fino a 1 cm, di forma ovoidale-cilindrica e crescono a gruppi sulle parti terminali dei nuovi virgulti. Quelli femminili (le pigne), sono gialli-marroni a maturazione, resinosi, e si trovano raccolti in grappoli (2-4) separati sulle parti terminali dei rami principali. Sono lunghi circa 15-40 cm, larghi 7-15 cm, quasi cilindrici, lievemente ricurvi, pendenti e dotati di un peduncolo lungo 2,5 cm. I macrosporofilli sono 100-150, stretti, sottili e flessibili, lunghi 5-7 cm, con apofisi elongate e parte apicale arrotondata e ottusa; gli umboni sono terminali, privi di spina e quasi sempre resinosi.
I semi, in numero di 2 per macrosporofillo, sono lunghi circa 8-10 mm, di colore marrone chiaro con punti neri e hanno un'ala lunga circa 2-3,5 cm. I cotiledoni sono 11-13. L'impollinazione, nella zona centrale del Messico, avviene di solito nel mese di maggio.

## Distribuzione e habitat
Il pino bianco messicano è diffuso soprattutto in Messico (negli stati di Guerrero, Oaxaca, Chiapas e Veracruz) e in Guatemala, ma lo si può trovare anche in Honduras e El Salvador.
È un albero di montagna che cresce ad altitudini comprese tra 1500 e 3600 m, in zone soleggiate e relativamente umide con discrete precipitazioni estive, sebbene le popolazioni più orientali e meridionali si trovino in zone ben più umide. Necessita di terreni ben drenati. Tipico delle foreste miste degli altopiani messicani, a volte si rinviene in piccoli gruppi isolati.

## Tassonomia
La varietà veitchii, generalmente accettata fino al 2012, è attualmente considerata una sottospecie di P. strobiformis.

### Sinonimi
Sono stati riportati i seguenti sinonimi:
- Pinus colorado Parl.
- Pinus don-pedrii Roezl
- Pinus ayacahuite subsp. neorecurvata Silba
- Pinus ayacahuite subsp. oaxacana (Silba) Silba
- Pinus ayacahuite var. oaxacana Silba
- Pinus durangensis Roezl ex Gordon & Glend.
- Pinus hamata Roezl

## Usi
Il pino bianco messicano riveste una grande importanza per il suo legno utilizzato in edilizia, carpenteria, e per la realizzazione di mobili, containers, pancali, casse; importante è anche l'utilizzo della polpa di legno nell'industria cartaria. Poco utilizzato come albero ornamentale, si può trovare raramente negli arboreti degli orti botanici; alcuni ibridi sono stati creati utilizzando specie affini come P. flexilis, P. monticola, P. strobus e P. wallichiana.

## Conservazione
Sebbene lo sfruttamento di questa specie sia intensivo e in alcune zone diminuiscano gli individui maturi, la popolazione è ancora sufficientemente numerosa e comune nelle zone montane messicane, da fare rientrare la specie nei criteri di specie a rischio minimo nella Lista rossa IUCN.